# Perfect World Shanghai Major 2024
Perfect World Shanghai Major 2024 byl turnaj ve hře Counter-Strike 2. Jednalo se o 21. turnaj nejvyšší kategorie Major a zároveň o druhý takový turnaj ve hře Counter-Strike 2. Turnaj se konal v Šanghaji od 30. listopadu do 15. prosince 2024.

## Pozadí
Counter-Strike 2 (CS2) je multiplayerová střílečka z pohledu první osoby vyvinutá společností Valve Corporation. Jedná se o pátou hru ze série Counter-Strike.
Tato událost byla druhým Major turnajem ve hře Counter-Strike 2.
Obhájci titulu Major byli Natus Vincere, kteří získali svůj druhý titul Major na PGL Major Copenhagen 2024.
V kvalifikaci Europe RMR A se objevily i české týmy SINNERS a Dynamo Eclot, a také slovenský tým UNiTY (většinu jeho hráčů ale tvoří Češi). Ani jeden z týmů se však na Major neprobojoval.

## Formát

### Opening Stage
- Termín: 30. listopadu – 3. prosince
- Celkem šestnáct týmů v tabulce švýcarského systému, osm týmů postoupilo do Elimination Stage
- Eliminace a kvalifikace byly BO3, všechny ostatní zápasy byly BO1

### Elimination Stage
- Termín: 5. prosince – 8. prosince
- Celkem šestnáct týmů v tabulce švýcarského systému, osm týmů postoupilo do Playoff Stage
- Eliminace a kvalifikace byly BO3, všechny ostatní zápasy BO1

### Playoff Stage
- Termín: 12. prosince – 15. prosince
- Osm týmů v jedné vyřazovací skupině se umístilo podle jejich umístění v předchozím kole
- Všechny zápasy byly BO3

### Mapy
- Ancient
- Anubis
- Dust II
- Inferno
- Mirage
- Nuke
- Vertigo

## Týmy a sestavy
| Elimination Stage (přímá kvalifikace z RMR)      | Elimination Stage (přímá kvalifikace z RMR) | Elimination Stage (přímá kvalifikace z RMR) | Elimination Stage (přímá kvalifikace z RMR) |
| MOUZ                                             | Team Vitality                               | Natus Vincere                               | FaZe Clan                                   |
| ------------------------------------------------ | ------------------------------------------- | ------------------------------------------- | ------------------------------------------- |
| Ádám „torzsi“ Torzsás                            | Dan „apEX“ Madesclaire                      | Valerij „b1t“ Vakhovsjkyj                   | Håvard „rain“ Nygaard                       |
| Dorian „xertioN“ Berman                          | Mathieu „ZywOo“ Herbaut                     | Aleksi „Aleksib“ Virolainen                 | Helvijs „broky“ Saukants                    |
| Kamil „siuhy“ Szkaradek                          | Lotan „Spinx“ Giladi                        | Justinas „jL“ Lekavičius                    | Finn „karrigan“ Andersen                    |
| Jimi „Jimpphat“ Salo                             | Shahar „flameZ“ Shushan                     | Mihai „iM“ Ivan                             | Robin „ropz“ Kool                           |
| Ludvig „Brollan“ Brolin                          | William „mezii“ Merriman                    | Ihor „w0nderful“ Zhdanov                    | David „frozen“ Čerňanský                    |
| G2 Esports                                       | Team Spirit                                 | Heroic                                      | 3DMAX                                       |
| Nemanja „huNter-“ Kovač                          | Leonid „chopper“ Vishnyakov                 | René „TeSeS“ Madsen                         | Lucas „Lucky“ Chastang                      |
| Nikola „NiKo“ Kovač                              | Boris „magixx“ Vorobyev                     | Rasmus „sjuush“ Beck                        | Thomas „Djoko“ Pavoni                       |
| Ilya „m0NESY“ Osipov                             | Myroslav „zont1x“ Plakhotja                 | Guy „NertZ“ Iluz                            | Pierre „Ex3rcice“ Bulinge                   |
| Mario „malbsMd“ Samayoa                          | Danil „donk“ Kryshkovets                    | Damjan „kyxsan“ Stoilkovski                 | Bryan „Maka“ Canda                          |
| Janusz „Snax“ Pogorzelski                        | Dmitriy „sh1ro“ Sokolov                     | Abdulkhalik „degster“ Gasanov               | Filip „Graviti“ Branković                   |
| Opening Stage (kvalifikace do Elimination Stage) |                                             |                                             |                                             |
| Virtus.pro                                       | BIG                                         | Passion UA                                  | GamerLegion                                 |
| Dzhami „Jame“ Ali                                | Johannes „tabseN“ Wodarz                    | Dmytro „jambo“ Semera                       | Sebastian „volt“ Maloș                      |
| Evgeniy „FL1T“ Lebedev                           | Karim „Krimbo“ Moussa                       | Nikita „jackasmo“ Skyba                     | Henrich „sl3nd“ Hevesi                      |
| Petr „fame“ Bolyshev                             | Florian „syrsoN“ Rische                     | Eduard „zeRRoFIX“ Petrovskyi                | Timur „FL4MUS“ Maryev                       |
| David „n0rb3r7“ Daniyelyan                       | Jon „JDC“ de Castro                         | Vsevolod „s-chilla“ Shchurov                | Erik „ztr“ Gustafsson                       |
| Denis „electroNic“ Sharipov                      | Rigon „rigoN“ Gashi                         | Rodyon „fear“ Smyk                          | Sebastian „Tauson“ Tauson                   |
| Fnatic                                           | Cloud9                                      | FURIA                                       | Imperial                                    |
| Freddy „KRIMZ“ Johansson                         | Sergey „Ax1Le“ Rykhtorov                    | Yuri „yuurih“ Boian                         | Vinicius „VINI“ Figueiredo                  |
| Alexandre „bodyy“ Pianaro                        | Kirill „Boombl4“ Mikhaylov                  | Kaike „KSCERATO“ Cerato                     | João „felps“ Vasconcellos                   |
| Matúš „matys“ Šimko                              | Nikita „HeavyGod“ Martynenko                | Gabriel „FalleN“ Toledo                     | Kaiky „noway“ Santos                        |
| Benjamin „blameF“ Bremer                         | Kaisar „ICY“ Faiznurov                      | Marcelo „chelo“ Cespedes                    | Lucas „decenty“ Bacelar                     |
| Tim „nawwk“ Jonasson                             | Timofey „interz“ Yakushin                   | Felipe „skullz“ Medeiros                    | Santino „try“ Rigal                         |
| Team Liquid                                      | paiN Gaming                                 | Complexity                                  | TheMongolz                                  |
| Keith „NAF“ Markovic                             | Rodrigo „biguzera“ Bittencourt              | Johnny „JT“ Theodosiou                      | Garidmagnai „bLitz“ Byambasuren             |
| Mareks „YEKINDAR“ Gaļinskis                      | Lucas „lux“ Meneghini                       | Ricky „floppy“ Kemery                       | Sodbayar „Techno“ Munkhbold                 |
| Russel „Twistzz“ Van Dulken                      | Kaue „kauez“ Kaschuk                        | Michael „Grim“ Wince                        | Usukhbayar „910“ Banzragch                  |
| Roland „ultimate“ Tomkowiak                      | Lucas „nqz“ Soares                          | Håkon „hallzerk“ Fjærli                     | Ayush „mzinho“ Batbold                      |
| Justin „jks“ Savage                              | João „snow“ Vinicius                        | Jonathan „EliGE“ Jablonowski                | Azbayar „Senzu“ Munkhbold                   |
| Rare Atom                                        | MIBR                                        | FlyQuest                                    | Wildcard                                    |
| Xu „somebody“ Haowen                             | Raphael „exit“ Lacerda                      | Joshua „INS“ Potter                         | Peter „stanislaw“ Jarguz                    |
| Cai „Summer“ Yulun                               | Felipe „insani“ Yuji                        | Alistair „aliStair“ Johnston                | Joshua „JBa“ Barutt                         |
| Li „L1haNg“ Yihang                               | Lucas „Lucaozy“ Neves                       | Jay „Liazz“ Tregillgas                      | Aran „Sonic“ Groesbeek                      |
| Peng „ChildKing“ Junhao                          | André „drop“ Abreu                          | Declan „Vexite“ Portelli                    | Tim „susp“ Ångström                         |
| Andrew „kaze“ Khong                              | Rafael „saffee“ Costa                       | Christopher „dexter“ Nong                   | Love „phzy“ Smidebrant                      |

## Opening Stage
| #  | Tým         | V | P | VK  | PK  | RS  | BS | Kvalifikace                      |
| -- | ----------- | - | - | --- | --- | --- | -- | -------------------------------- |
| 1  | TheMongolz  | 3 | 0 | 52  | 15  | 37  | 1  | Kvalifikace do Elimination Stage |
| 2  | Team Liquid | 3 | 0 | 57  | 43  | 14  | -2 | Kvalifikace do Elimination Stage |
| 3  | GamerLegion | 3 | 1 | 64  | 72  | -8  | 6  | Kvalifikace do Elimination Stage |
| 4  | FURIA       | 3 | 1 | 68  | 65  | 3   | 1  | Kvalifikace do Elimination Stage |
| 5  | paiN Gaming | 3 | 1 | 65  | 49  | 16  | -4 | Kvalifikace do Elimination Stage |
| 6  | Wildcard    | 3 | 2 | 108 | 100 | 8   | -1 | Kvalifikace do Elimination Stage |
| 7  | BIG         | 3 | 2 | 89  | 95  | -6  | -3 | Kvalifikace do Elimination Stage |
| 8  | MIBR        | 3 | 2 | 87  | 68  | 19  | -3 | Kvalifikace do Elimination Stage |
| 9  | FlyQuest    | 2 | 3 | 78  | 97  | -19 | 6  | Eliminace                        |
| 10 | Passion UA  | 2 | 3 | 95  | 93  | 2   | 4  | Eliminace                        |
| 11 | Complexity  | 2 | 3 | 101 | 87  | 14  | -6 | Eliminace                        |
| 12 | Cloud9      | 1 | 3 | 55  | 60  | -5  | 1  | Eliminace                        |
| 13 | Virtus.pro  | 1 | 3 | 59  | 66  | -7  | 1  | Eliminace                        |
| 14 | Rare Atom   | 1 | 3 | 68  | 90  | -22 | -1 | Eliminace                        |
| 15 | Imperial    | 0 | 3 | 25  | 52  | -27 | 3  | Eliminace                        |
| 16 | Fnatic      | 0 | 3 | 43  | 62  | -19 | -3 | Eliminace                        |

Osm týmů se kvalifikovalo do Elimination Stage – ke kvalifikaci stačily tři výhry.

### Podrobnosti

#### První kolo
| Úvodní zápasy | Úvodní zápasy | Úvodní zápasy | Úvodní zápasy | Úvodní zápasy |
| Tým           | Skóre         | Mapa          | Skóre         | Tým           |
| ------------- | ------------- | ------------- | ------------- | ------------- |
| FURIA         | 8             | Vertigo       | 13            | GamerLegion   |
| Virtus.pro    | 7             | Ancient       | 13            | MIBR          |
| Team Liquid   | 13            | Ancient       | 10            | Cloud9        |
| Complexity    | 6             | Anubis        | 13            | FlyQuest      |
| BIG           | 13            | Mirage        | 9             | Passion UA    |
| Fnatic        | 11            | Mirage        | 13            | Wildcard      |
| TheMongolz    | 13            | Anubis        | 2             | Rare Atom     |
| paiN Gaming   | 13            | Dust II       | 5             | Imperial      |

#### Druhé kolo
| 1:0 zápasy  | 1:0 zápasy | 1:0 zápasy | 1:0 zápasy | 1:0 zápasy  |
| Tým         | Skóre      | Mapa       | Skóre      | Tým         |
| ----------- | ---------- | ---------- | ---------- | ----------- |
| BIG         | 5          | Nuke       | 13         | FlyQuest    |
| TheMongolz  | 13         | Ancient    | 6          | MIBR        |
| Team Liquid | 13         | Inferno    | 10         | Wildcard    |
| paiN Gaming | 10         | Nuke       | 13         | GamerLegion |

| 0:1 zápasy | 0:1 zápasy | 0:1 zápasy | 0:1 zápasy | 0:1 zápasy |
| Tým        | Skóre      | Mapa       | Skóre      | Tým        |
| ---------- | ---------- | ---------- | ---------- | ---------- |
| Fnatic     | 5          | Ancient    | 13         | Cloud9     |
| Complexity | 9          | Anubis     | 13         | Passion UA |
| Virtus.pro | 13         | Anubis     | 4          | Rare Atom  |
| Imperial   | 11         | Anubis     | 13         | FURIA      |

#### Třetí kolo
| 2:0 zápasy  | 2:0 zápasy | 2:0 zápasy                               | 2:0 zápasy | 2:0 zápasy  |
| Tým         | Skóre      | Mapy                                     | Skóre      | Tým         |
| ----------- | ---------- | ---------------------------------------- | ---------- | ----------- |
| Team Liquid | 2          | Inferno (5:13) Anubis (13:9) Nuke (13:1) | 1          | FlyQuest    |
| TheMongolz  | 2          | Mirage (13:5) Anubis (13:2) Ancient      | 0          | GamerLegion |

| 1:1 zápasy  | 1:1 zápasy | 1:1 zápasy | 1:1 zápasy | 1:1 zápasy |
| Tým         | Skóre      | Mapa       | Skóre      | Tým        |
| ----------- | ---------- | ---------- | ---------- | ---------- |
| BIG         | 13         | Vertigo    | 11         | Virtus.pro |
| MIBR        | 5          | Mirage     | 13         | Passion UA |
| FURIA       | 16         | Vertigo    | 14         | Wildcard   |
| paiN Gaming | 13         | Anubis     | 11         | Cloud9     |

| 0:2 zápasy | 0:2 zápasy | 0:2 zápasy                                     | 0:2 zápasy | 0:2 zápasy |
| Tým        | Skóre      | Mapy                                           | Skóre      | Tým        |
| ---------- | ---------- | ---------------------------------------------- | ---------- | ---------- |
| Rare Atom  | 2          | Ancient (10:13) Inferno (13:10) Vertigo (13:4) | 1          | Fnatic     |
| Complexity | 2          | Inferno (13:4) Ancient (13:5) Nuke             | 0          | Imperial   |

#### Čtvrté kolo
| 2:1 zápasy  | 2:1 zápasy | 2:1 zápasy                                  | 2:1 zápasy | 2:1 zápasy  |
| Tým         | Skóre      | Mapy                                        | Skóre      | Tým         |
| ----------- | ---------- | ------------------------------------------- | ---------- | ----------- |
| BIG         | 1          | Nuke (13:5) Mirage (11:13) Dust II (3:13)   | 2          | FURIA       |
| FlyQuest    | 0          | Vertigo (14:16) Inferno (6:13) Anubis       | 2          | paiN Gaming |
| GamerLegion | 2          | Inferno (13:6) Mirage (5:13) Ancient (13:9) | 1          | Passion UA  |

| 1:2 zápasy | 1:2 zápasy | 1:2 zápasy                                   | 1:2 zápasy | 1:2 zápasy |
| Tým        | Skóre      | Mapy                                         | Skóre      | Tým        |
| ---------- | ---------- | -------------------------------------------- | ---------- | ---------- |
| Rare Atom  | 1          | Inferno (9:13) Anubis (13:11) Ancient (4:13) | 2          | MIBR       |
| Cloud9     | 0          | Vertigo (13:16) Ancient (8:13) Inferno       | 2          | Complexity |
| Wildcard   | 2          | Ancient (10:13) Inferno (13:7) Anubis (13:8) | 1          | Virtus.pro |

#### Páté kolo
| 2:2 zápasy | 2:2 zápasy | 2:2 zápasy                                   | 2:2 zápasy | 2:2 zápasy |
| Tým        | Skóre      | Mapy                                         | Skóre      | Tým        |
| ---------- | ---------- | -------------------------------------------- | ---------- | ---------- |
| BIG        | 2          | Anubis (5:13) Ancient (13:9) Dust II (13:9)  | 1          | Complexity |
| MIBR       | 2          | Nuke (13:4) Inferno (13:5) Anubis            | 0          | FlyQuest   |
| Wildcard   | 2          | Inferno (13:6) Mirage (6:13) Ancient (16:13) | 1          | Passion UA |

## Elimination Stage
| #  | Tým           | V | P | VK  | PK  | RS  | BS | Kvalifikace            |
| -- | ------------- | - | - | --- | --- | --- | -- | ---------------------- |
| 1  | TheMongolz    | 3 | 0 | 69  | 59  | 10  | 4  | Kvalifikace do Playoff |
| 2  | Team Vitality | 3 | 0 | 55  | 28  | 27  | -4 | Kvalifikace do Playoff |
| 3  | G2 Esports    | 3 | 1 | 62  | 33  | 29  | -1 | Kvalifikace do Playoff |
| 4  | Team Spirit   | 3 | 1 | 71  | 55  | 16  | -4 | Kvalifikace do Playoff |
| 5  | Team Liquid   | 3 | 1 | 72  | 52  | 20  | -5 | Kvalifikace do Playoff |
| 6  | Heroic        | 3 | 2 | 127 | 119 | 8   | 2  | Kvalifikace do Playoff |
| 7  | FaZe Clan     | 3 | 2 | 73  | 91  | -18 | 0  | Kvalifikace do Playoff |
| 8  | MOUZ          | 3 | 2 | 88  | 68  | 20  | -1 | Kvalifikace do Playoff |
| 9  | FURIA         | 2 | 3 | 104 | 100 | 4   | 6  | Eliminace              |
| 10 | MIBR          | 2 | 3 | 65  | 110 | -45 | 3  | Eliminace              |
| 11 | Natus Vincere | 2 | 3 | 77  | 82  | -5  | 2  | Eliminace              |
| 12 | GamerLegion   | 1 | 3 | 68  | 80  | -12 | 1  | Eliminace              |
| 13 | 3DMAX         | 1 | 3 | 54  | 63  | -9  | 0  | Eliminace              |
| 14 | paiN Gaming   | 1 | 3 | 87  | 92  | -5  | -5 | Eliminace              |
| 15 | Wildcard      | 0 | 3 | 44  | 62  | -18 | 1  | Eliminace              |
| 16 | BIG           | 0 | 3 | 41  | 63  | -22 | 1  | Eliminace              |

Osm týmů se kvalifikovalo do Playoff Stage – ke kvalifikaci stačily tři výhry.

### Podrobnosti

#### První kolo
| Úvodní zápasy | Úvodní zápasy | Úvodní zápasy | Úvodní zápasy | Úvodní zápasy |
| Tým           | Skóre         | Mapy          | Skóre         | Tým           |
| ------------- | ------------- | ------------- | ------------- | ------------- |
| G2 Esports    | 10            | Inferno       | 13            | TheMongolz    |
| Natus Vincere | 13            | Nuke          | 10            | Team Liquid   |
| Team Vitality | 13            | Mirage        | 7             | GamerLegion   |
| Team Spirit   | 6             | Dust II       | 13            | FURIA         |
| MOUZ          | 13            | Nuke          | 6             | paiN Gaming   |
| FaZe Clan     | 13            | Ancient       | 10            | Wildcard      |
| Heroic        | 13            | Mirage        | 7             | BIG           |
| 3DMAX         | 11            | Vertigo       | 13            | MIBR          |

#### Druhé kolo
| 1:0 zápasy    | 1:0 zápasy | 1:0 zápasy | 1:0 zápasy | 1:0 zápasy |
| Tým           | Skóre      | Mapy       | Skóre      | Tým        |
| ------------- | ---------- | ---------- | ---------- | ---------- |
| Team Vitality | 16         | Mirage     | 13         | FURIA      |
| MOUZ          | 13         | Mirage     | 16         | TheMongolz |
| Natus Vincere | 11         | Inferno    | 13         | MIBR       |
| FaZe Clan     | 8          | Ancient    | 13         | Heroic     |

| 0:1 zápasy  | 0:1 zápasy | 0:1 zápasy | 0:1 zápasy | 0:1 zápasy  |
| Tým         | Skóre      | Mapy       | Skóre      | Tým         |
| ----------- | ---------- | ---------- | ---------- | ----------- |
| Team Liquid | 13         | Inferno    | 10         | GamerLegion |
| Team Spirit | 13         | Ancient    | 6          | Wildcard    |
| G2 Esports  | 13         | Mirage     | 5          | BIG         |
| 3DMAX       | 13         | Dust II    | 11         | paiN Gaming |

#### Třetí kolo
| 2:0 zápasy    | 2:0 zápasy | 2:0 zápasy                                  | 2:0 zápasy | 2:0 zápasy |
| Tým           | Skóre      | Mapy                                        | Skóre      | Tým        |
| ------------- | ---------- | ------------------------------------------- | ---------- | ---------- |
| Team Vitality | 2          | Mirage (13:3) Anubis (13:5) Nuke            | 0          | MIBR       |
| TheMongolz    | 2          | Mirage (8:13) Anubis (19:17) Ancient (13:6) | 1          | Heroic     |

| 1:1 zápasy    | 1:1 zápasy | 1:1 zápasy | 1:1 zápasy | 1:1 zápasy  |
| Tým           | Skóre      | Mapy       | Skóre      | Tým         |
| ------------- | ---------- | ---------- | ---------- | ----------- |
| Natus Vincere | 2          | Mirage     | 13         | Team Spirit |
| FURIA         | 9          | Inferno    | 13         | Team Liquid |
| G2 Esports    | 13         | Ancient    | 8          | 3DMAX       |
| MOUZ          | 10         | Inferno    | 13         | FaZe Clan   |

| 0:2 zápasy  | 0:2 zápasy | 0:2 zápasy                                    | 0:2 zápasy | 0:2 zápasy  |
| Tým         | Skóre      | Mapy                                          | Skóre      | Tým         |
| ----------- | ---------- | --------------------------------------------- | ---------- | ----------- |
| GamerLegion | 2          | Dust II (10:13) Ancient (13:10) Anubis (13:5) | 1          | Wildcard    |
| BIG         | 1          | Vertigo (10:13) Dust II (13:11) Mirage (6:13) | 2          | paiN Gaming |

#### Čtvrté kolo
| 2:1 zápasy  | 2:1 zápasy | 2:1 zápasy                                    | 2:1 zápasy | 2:1 zápasy  |
| Tým         | Skóre      | Mapy                                          | Skóre      | Tým         |
| ----------- | ---------- | --------------------------------------------- | ---------- | ----------- |
| G2 Esports  | 2          | Inferno (13:4) Mirage (13:3) Dust II          | 0          | FaZe Clan   |
| MIBR        | 1          | Mirage (2:13) Nuke (13:10) Anubis (5:13)      | 2          | Team Liquid |
| Team Spirit | 2          | Ancient (16:14) Mirage (10:13) Dust II (13:7) | 1          | Heroic      |

| 1:2 zápasy    | 1:2 zápasy | 1:2 zápasy                                    | 1:2 zápasy | 1:2 zápasy  |
| Tým           | Skóre      | Mapy                                          | Skóre      | Tým         |
| ------------- | ---------- | --------------------------------------------- | ---------- | ----------- |
| MOUZ          | 2          | Dust II (13:11) Nuke (13:11) Ancient          | 0          | 3DMAX       |
| Natus Vincere | 2          | Nuke (13:6) Mirage (13:9) Ancient             | 0          | GamerLegion |
| FURIA         | 2          | Vertigo (11:13) Mirage (13:9) Inferno (13:11) | 1          | paiN Gaming |

#### Páté kolo
| 2:2 zápasy | 2:2 zápasy | 2:2 zápasy                                   | 2:2 zápasy | 2:2 zápasy    |
| Tým        | Skóre      | Mapy                                         | Skóre      | Tým           |
| ---------- | ---------- | -------------------------------------------- | ---------- | ------------- |
| MIBR       | 0          | Mirage (5:13) Nuke (6:13) Ancient            | 2          | MOUZ          |
| Heroic     | 2          | Mirage (13:3) Nuke (5:13) Ancient (13:9)     | 1          | Natus Vincere |
| FaZe Clan  | 2          | Inferno (6:13) Dust II (13:9) Mirage (13:10) | 1          | FURIA         |

## Play-off (Playoff Stage)
|  | Čtvrtfinále | Čtvrtfinále | Čtvrtfinále | Čtvrtfinále | Čtvrtfinále |    |               | Semifinále | Semifinále | Semifinále | Semifinále | Semifinále |   |             | Finále | Finále | Finále | Finále | Finále |
|  |             |             |             |             |             |    |               |            |            |            |            |            |   |             |        |        |        |        |        |
|  | 1           | TheMongolz  | 14          | 9           | -           |    |               |            |            |            |            |            |   |             |        |        |        |        |        |
|  | 8           | MOUZ        | 16          | 13          | -           |    |               |            |            |            |            |            |   |             |        |        |        |        |        |
|  | 8           | MOUZ        | 16          | 13          | -           |    | 8             | MOUZ       | 13         | 4          | 7          |            |   |             |        |        |        |        |        |
|  |             |             |             |             |             |    | 8             | MOUZ       | 13         | 4          | 7          |            |   |             |        |        |        |        |        |
|  |             | 4           | Team Spirit | 7           | 13          | 13 |               |            |            |            |            |            |   |             |        |        |        |        |        |
|  | 4           | 4           | Team Spirit | 7           | 13          | 13 | Team Spirit   | 13         | 13         | -          |            |            |   |             |        |        |        |        |        |
|  | 4           |             |             |             |             |    | Team Spirit   | 13         | 13         | -          |            |            |   |             |        |        |        |        |        |
|  | 5           | Team Liquid | 9           | 11          | -           |    |               |            |            |            |            |            |   |             |        |        |        |        |        |
|  | 5           | Team Liquid | 9           | 11          | -           |    |               |            |            |            |            |            | 4 | Team Spirit | 13     | 6      | 13     |        |        |
|  |             |             |             |             |             |    |               |            |            |            |            |            |   | Team Spirit | 13     | 6      | 13     |        |        |
|  |             | 7           | FaZe Clan   | 8           | 13          | 11 |               |            |            |            |            |            |   |             |        |        |        |        |        |
|  | 3           | 7           | FaZe Clan   | 8           | 13          | 11 | G2 Esports    | 6          | 13         | 16         |            |            |   |             |        |        |        |        |        |
|  | 3           |             |             |             |             |    | G2 Esports    | 6          | 13         | 16         |            |            |   |             |        |        |        |        |        |
|  | 6           | Heroic      | 13          | 9           | 13          |    |               |            |            |            |            |            |   |             |        |        |        |        |        |
|  | 6           | Heroic      | 13          | 9           | 13          |    | 3             | G2 Esports | 6          | 14         | -          |            |   |             |        |        |        |        |        |
|  |             |             |             |             |             |    | 3             | G2 Esports | 6          | 14         | -          |            |   |             |        |        |        |        |        |
|  |             | 7           | FaZe Clan   | 13          | 16          | -  |               |            |            |            |            |            |   |             |        |        |        |        |        |
|  | 2           | 7           | FaZe Clan   | 13          | 16          | -  | Team Vitality | 13         | 8          | 7          |            |            |   |             |        |        |        |        |        |
|  | 2           |             |             |             |             |    | Team Vitality | 13         | 8          | 7          |            |            |   |             |        |        |        |        |        |
|  | 7           | FaZe Clan   | 6           | 13          | 13          |    |               |            |            |            |            |            |   |             |        |        |        |        |        |

## Showmatch
| Team HAI                            | 9                       | 15 | Team BYE    |
| Illya "Yatoro" Mulyarchuk           |                         |    | Čou Kuan-jü |
| Danylo "Zeus" Teslenko              | Cai "Summer" Yulun      |    |             |
| Jarosław "pashaBiceps" Jarząbkowski | Xu "somebody" Haowen    |    |             |
| Audric "JACKZ" Jug                  | Peng "ChildKing" Junhao |    |             |
| Oleksandr "s1mple" Kostyliev        | Liu "MachineWJQ" Yibo   |    |             |

## Konečné pořadí
| Umístění | Prize Money | Tým           | Roster                                    | Trenér   |
| -------- | ----------- | ------------- | ----------------------------------------- | -------- |
| 1.       | 500,000$    | Team Spirit   | chopper, magixx, zont1x, donk, sh1ro      | hally    |
| 2.       | 170,000$    | FaZe Clan     | rain, broky, karrigan, ropz, frozen       | NEO      |
| 3.-4.    | 80,000$     | MOUZ          | torzsi, xertioN, siuhy, Jimpphat, Brollan | sycrone  |
| 3.-4.    | 80,000$     | G2 Esports    | huNter-, NiKo, m0NESY, malbsMd, Snax      | TaZ      |
| 5.-8.    | 45,000$     | TheMongolz    | bLitz, Techno, 910, mzinho, Senzu         | maaRaa   |
| 5.-8.    | 45,000$     | Team Liquid   | NAF, YEKINDAR, Twistzz, ultimate, jks     | mithR    |
| 5.-8.    | 45,000$     | Heroic        | TeSeS, sjuush, NertZ, kyxsan, degster     | sAw      |
| 5.-8.    | 45,000$     | Team Vitality | apEX, ZywOo, Spinx, flameZ, mezii         | XTQZZZ   |
| 9.-11.   | 20,000$     | FURIA         | yuurih, KSCERATO, FalleN, chelo, skullz   | sidde    |
| 9.-11.   | 20,000$     | MIBR          | exit, insani, drop, saffee, Lucaozy       | nak      |
| 9.-11.   | 20,000$     | Natus Vincere | b1t, Aleksib, jL, iM, w0nderful           | B1ad3    |
| 12.-14.  | 20,000$     | GamerLegion   | volt, sl3nd, FL4MUS, ztr, Tauson          | ashhh    |
| 12.-14.  | 20,000$     | 3DMAX         | Lucky, Djoko, Ex3ecice, Maka, Graviti     | wasiNk   |
| 12.-14.  | 20,000$     | paiN Gaming   | biguzera, lux, kauez, nqz, snow           | rikz     |
| 15.-16.  | 20,000$     | Wildcard      | stanislaw, JBa, Sonic, susp, phzy         | vinS     |
| 15.-16.  | 20,000$     | BIG           | tabseN, Krimbo, syrsoN, JDC, rigoN        | kakafu   |
| 17.-19.  | 10,000$     | FlyQuest      | INS, aliStair, Liazz, Vexite, dexter      | erkaSt   |
| 17.-19.  | 10,000$     | Passion UA    | jambo, jackasmo, zeRRoFIX, s-chilla, fear | kane     |
| 17.-19.  | 10,000$     | Complexity    | JT, floppy, Grim, hallzerk, EliGe         | T.c      |
| 20.-22.  | 10,000$     | Cloud9        | Ax1le, Boombl4, HeavyGod, ICY, interz     | groove   |
| 20.-22.  | 10,000$     | Virtus.pro    | Jame, FL1T, fame, n0rb3r7, electroNic     | PASHANOJ |
| 20.-22.  | 10,000$     | Rare Atom     | somebody, Summer, L1haNg, ChildKing, kaze | z8z      |
| 23.-24.  | 10,000$     | Fnatic        | KRIMZ, bodyy, matys, blameF, nawwk        | keita    |
| 23.-24.  | 10,000$     | Imperial      | VINI, felps, noway, decenty, try          | zakk     |